# Oreohelix carinifera
Oreohelix carinifera är en snäckart som beskrevs av Henry Augustus Pilsbry 1912. Oreohelix carinifera ingår i släktet Oreohelix och familjen Oreohelicidae. Inga underarter finns listade i Catalogue of Life.